# Жаворонки (фильм)
«Жаворонки» (латыш. Cīrulīši) — социальная драма по одноимённой пьесе Хария Гулбиса режиссёра Ольгерта Дункерса, снятая им по заказу Гостелерадио СССР на Рижской киностудии в 1980 году.

## Сюжет
Зелма, прожившая долгую трудовую жизнь на своём старом хуторе «Жаворонки», должна переехать в другой район к одному из своих сыновей. В родительском доме собираются все члены семьи: Элмар, журналист рижской газеты со своей женой, удачливым научным работником Гундегой; Раймонд, один из руководителей в соседнем колхозе, и дочь — доктор, живущая недалеко от матери. У всех детей накопились жизненные проблемы, и Зелма переживает за каждого из них. Ей очень не хочется уезжать из родного дома. Несмотря на все доводы детей, подумав, она отменяет решённую поездку и остаётся на хуторе.

## В ролях
- Велта Лине — Зелма
- Юрис Леяскалнс — Элмар
- Вия Артмане — Гундега
- Улдис Думпис — Раймонд
- Лилита Озолиня — Визма
- Анда Зайце — Силвия
- Астрида Кайриша — Ингрида
- Дин Ритенберг — Дидзис
- Эрленд Ритенберг — Гатис

## Фестивали
- 1981 — IX Всесоюзный фестиваль телевизионных фильмов - дипломом жюри за исполнение главной роли актрисе Велте Лине.